# Diaea giltayi
Diaea giltayi — вид павуків родини павуків-крабів (Thomisidae). Вид зустрічається на острові Нова Гвінея.